# Limnonectes laticeps
The Corrugated Frog or Rivulet Frog (Limnonectes laticeps) es una especie de anfibio anuro del género Limnonectes de la familia Dicroglossidae.

## Distribución geográfica
Es endémica del Sureste Asiático (Borneo, India, Indonesia, Malasia, Birmania, Tailandia y posiblemente Bangladés y Bután).